# Селивачёв, Семён Иванович
Семён Иванович Селивачёв (1773—1831) — русский контр-адмирал.

## Биография
Происходил из дворян Боровичского уезда Новгородской губернии.
Воспитывался в Морском корпусе, откуда выпущен в 1791 году. В первую половину своей продолжительной морской службы участвовал в нескольких морских сражениях во время войн со шведами, французами и турками на Балтийском, Немецком, Адриатическом и Средиземном морях. 
Во время русско-шведской войны гардемарином на кораблях «Ярослав» и «Св. Пётр» участвовал 15 июля 1789 года в Эландском бою; 1 мая 1790 года был произведён в кадетские подпрапорщики и «за мичмана» участвовал в 23—24 мая 1790 года в Красногорском сражении и 22 июля 1790 года — в Выборгском сражении; 1 мая 1791 года произведён в мичманы, 1 января 1795 года — в лейтенанты. 
В кампанию 1797 года на фрегате «Патрикий» крейсировал с флотом у Красной Горки. В 1799—1800 годах на корабле «Александр Невский» плавал в эскадре контр-адмирала Чичагова, к берегам Англии и Голландии, участвуя совместно с английским флотом в так называемой Голландской экспедиции.
В 1805—1807 годах на корабле «Ярослав» под командованием капитана 2-го ранга Ф. К. Митькова крейсировал в Адриатическом и Средиземном морях, участвовал при взятии крепости Курцало, при занятии острова Тенедос и в Дарданелльском и Афонском сражении и за отличие награждён орденом Св. Анны 3-й степени. После заключения Тильзитского мира перешёл в Лиссабон, откуда в Портсмут и в 1809 году на английском транспорте вернулся на родину.
Во вторую половину своей службы он ежегодно командовал кораблями в Балтийском море; 1 января 1809 года был произведён в капитан-лейтенанты. В кампанию 1811 года командовал блокшивным фрегатом «Счастливый» на кронштадском рейде и галетом № 1 в составе легкой эскадры; 26 ноября 1811 года награждён орденом Св. Георгия IV степени. 
В 1812—1816 годах командовал музыкантской школой при кронштадтском порте; 9 марта 1816 года произведён в капитаны 2-го ранга. В кампанию 1816 года командовал галетом № 2 и авангардом легкой эскадры. Командуя 74-пушечным кораблем «Мироносец», в 1817 году участвовал в перевозке войск из Кале в Кронштадт и затем крейсировал у Красной Горки. 
В 1818—1819 годах командовал кораблями «Принц Густав» и «Берлин». В 1822—1823 годах командовал кораблем «Ретвизан»; 22 марта 1823 года был произведён в капитаны 1-го ранга. Командуя кораблем «Св. Андрей» в кампанию 1824 года, перешёл к исландским берегам и обратно. В 1825—1828 годах командовал 15-м и 14-м флотскими экипажами в Кронштадте; 2 октября 1827 года награждён орденом Св. Анны 2-й степени и в том же году «за беспорочную службу 35-ти лет» пожалован орденом Св. Владимира 4-й степени. 
В 1828 году командовал 110-пушечным кораблем «Император Александр I» при проводке из Санкт-Петербурга в Кронштадт.
Был произведён 14 апреля 1829 года в контр-адмиралы с назначением командиром 3-й бригады 3-й флотской дивизии. В кампанию 1830 года, командуя отрядом судов, перешёл из Архангельска в Кронштадт.
Умер 6 (18) июля 1831 года.